# Phare Royal Sovereign
Le phare Royal Sovereign est un phare en mer marquant le banc de sable Royal Sovereign shoal devant Eastbourne
dans le comté du Sussex de l'Est en Angleterre.
Ce phare est géré par la Trinity House Lighthouse Service de Londres, l'organisation de l'aide maritime des côtes de l'Angleterre.

## Histoire
Sa forme distinctive est facilement reconnaissable car il est situé sur une grande plate-forme soutenue par un seul pilier le maintenant hors de l'eau.
En 1971, ce phare a remplacé un bateau-phare qui marquait le Royal Sovereign Shoal depuis 1875 dans la Manche. C'est une tour octogonale avec une lanterne sommitale sur une plate-forme servant de piste pour l'hélicoptère de service. La tour est peinte en blanc avec une seule bande rouge en son milieu. À l'origine, la plate-forme était équipée d'un hébergement contenu dans la « cabin section ».
La lumière a été automatisée en 1994 et elle est contrôlée par une liaison radio de 475MHz à Trinity House géré par Vodafone. En 2006, le phare était encore occupé occasionnellement. La plate-forme est accessible par bateau. Elle se situe à environ 9,5 km au sud-est d'Eastbourne.
Identifiant : ARLHS : ENG-257 - Amirauté : A0843 - NGA : 1144 .

### Lien connexe
- Liste des phares en Angleterre